# Grupo lineal general
En matemáticas, el grupo lineal general (GL) de un espacio vectorial {\displaystyle \scriptstyle E}, denotado como {\displaystyle \scriptstyle {\text{GL}}(E)}, es el grupo formado por todos los isomorfismos de ese espacio en sí mismo.
Cuando el espacio vectorial es {\displaystyle \scriptstyle E=\mathbb {F} ^{n}} siendo {\displaystyle \scriptstyle \mathbb {F} } un cuerpo F (tal como {\displaystyle \scriptstyle \mathbb {R} } o {\displaystyle \scriptstyle \mathbb {C} }), se escribe {\displaystyle \scriptstyle {\text{GL}}(n,\mathbb {F} )} (en lugar de {\displaystyle \scriptstyle {\text{GL}}(\mathbb {F} ^{n})}) y se llama grupo lineal general de grado n sobre el cuerpo. Este último grupo puede ser pensado como el grupo de matrices invertibles n por n con las entradas en {\displaystyle \scriptstyle \mathbb {F} }, con la operación de grupo dada por la multiplicación de matrices. (esto es ciertamente un grupo porque el producto de dos matrices invertibles es otra vez invertible, al igual que la inversa de una invertible.) Si el cuerpo es claro por contexto escribimos a veces {\displaystyle \scriptstyle {\text{GL}}(n)}, o {\displaystyle \scriptstyle {\text{GL}}_{n}}.
El grupo lineal especial (SL), escrito {\displaystyle \scriptstyle {\text{SL}}(n,\mathbb {F} )} o {\displaystyle \scriptstyle {\text{SL}}(n)}, es el subgrupo de {\displaystyle \scriptstyle {\text{GL}}(n,\mathbb {F} )} de las matrices con determinante 1.
Se definen el grupo especial lineal proyectivo {\displaystyle \scriptstyle {\text{PSL}}(n)} y el grupo general lineal proyectivo {\displaystyle \scriptstyle {\text{PGL}}(n)} como los cocientes de {\displaystyle \scriptstyle {\text{SL}}(n)} y {\displaystyle \scriptstyle {\text{GL}}(n)} por sus grupos normales {\displaystyle \scriptstyle {\text{Z(SL(n))}}} y {\displaystyle \scriptstyle {\text{Z(GL(n))}}} respectivamente, donde el último es el grupo de matrices escalares no nulas.
El grupo {\displaystyle \scriptstyle {\text{GL}}(n,\mathbb {F} )} y sus subgrupos se llaman a menudo grupos lineales o grupos matriciales. Estos grupos son importantes en la teoría de las representaciones de grupo, y también se presentan en el estudio de simetrías espaciales y de simetrías de los espacios vectoriales en general, así como el estudio de los polinomios.
Si n ≥ 2, el grupo {\displaystyle \scriptstyle {\text{GL}}(n,\mathbb {F} )} no es grupo abeliano.

## Grupo lineal general de un espacio vectorial
Si {\displaystyle \scriptstyle V} es un espacio vectorial sobre el cuerpo {\displaystyle \scriptstyle \mathbb {F} }, entonces escribimos {\displaystyle \scriptstyle {\text{GL}}(V)} o {\displaystyle \scriptstyle {\text{Aut}}(V)} para el grupo de todos los automorfismos de {\displaystyle \scriptstyle V}, es decir el conjunto de todas las transformaciones lineales biyectivas V → V, junto con la composición funcional como operación de grupo. Si la dimensión de V es n, entonces {\displaystyle \scriptstyle {\text{GL}}(V)} y {\displaystyle \scriptstyle {\text{GL}}(n,\mathbb {F} )} son isomorfos. El isomorfismo no es canónico; depende de una elección de una base en V. Una vez que se haya elegido una base, cada automorfismo de V se puede representar como una matriz invertible n por n, que establece el isomorfismo.

### Grupo lineal del espacio euclídeo
Si consideramos el espacio euclídeo n-dimensional o {\displaystyle \scriptstyle \mathbb {R} ^{n}} como espacio vectorial su grupo lineal estará representado por todas las aplicaciones lineales que admiten inversa. Si escogemos una base cualquiera para ese espacio vectorial, cada aplicación lineal podría expresarse mediante una matriz. Entonces el grupo lineal vendrá representado por el conjunto de todas las matrices que representan aplicaciones lineales que admiten inversa, y por tanto, por matrices cuyo determinante es diferente de cero (ya que el álgebra lineal establece que una aplicación lineal invertible viene representada en una base por una matriz de determinante diferente de cero).
Puede demostrarse que el grupo lineal sobre un espacio euclídeo n-dimensional puede considerarse como una variedad diferenciable dentro de {\displaystyle \scriptstyle \mathbb {R} ^{n^{2}}} por lo que la dimensión de este grupo de Lie como variedad diferenciable es n2.

### Grupo lineal de un espacio normado
En un espacio vectorial normado E el grupo lineal GL(E) puede ser dotado de una topología inducida, y resulta ser un conjunto abierto dentro del conjunto de aplicaciones lineales o morfismos del espacio vectorial E.

## Grupos lineales reales (GL(n,R)) y los complejos (GL(n,C))
Si el cuerpo {\displaystyle \scriptstyle \mathbb {F} } es {\displaystyle \scriptstyle \mathbb {R} } (los números reales) o {\displaystyle \scriptstyle \mathbb {C} } (los números complejos), entonces {\displaystyle \scriptstyle GL(n)} es un grupo de Lie real o complejo de dimensión real o compleja n2. La razón es como sigue: {\displaystyle \scriptstyle GL(n)} puede representarse por matrices con determinante diferente de cero, el determinante es una función (incluso un polinomio) continuo, y por lo tanto {\displaystyle \scriptstyle GL(n)} es un subconjunto abierto no vacío de la variedad de todas las matrices n por n, que tiene dimensión n².
El álgebra de Lie que corresponde a {\displaystyle \scriptstyle GL(n)}, designada frecuentemente como {\displaystyle \scriptstyle {\mathfrak {gl}}(n)}, consiste en todas las matrices n × n sobre {\displaystyle \scriptstyle \mathbb {F} }, con el conmutador como el corchete de Lie.
Mientras que {\displaystyle \scriptstyle GL(n,\mathbb {C} )} es conexo, {\displaystyle \scriptstyle GL(n,\mathbb {R} )} tiene dos componentes conexas: las matrices con determinante positivo y las de determinante negativo. Las matrices reales n por n con determinante positivo forman un subgrupo del {\displaystyle \scriptstyle GL(n,\mathbb {R} )} denotado por {\displaystyle \scriptstyle GL^{+}(n,\mathbb {R} )}. Éste es también un grupo de Lie de dimensión real n² y tiene la misma álgebra de Lie que {\displaystyle \scriptstyle GL(n,\mathbb {R} )}. {\displaystyle \scriptstyle GL^{+}(n,\mathbb {R} )} es conexo.
Ni {\displaystyle \scriptstyle GL(n,\mathbb {C} )} ni {\displaystyle \scriptstyle GL^{+}(n,\mathbb {R} )} son simplemente conexos (salvo, en el caso real, cuando n = 1). La variedad del grupo {\displaystyle \scriptstyle GL(n,\mathbb {C} )} tiene un grupo fundamental isomorfo a {\displaystyle \scriptstyle \mathbb {Z} } mientras que {\displaystyle \scriptstyle GL^{+}(n,\mathbb {R} )} tiene un grupo fundamental isomorfo a {\displaystyle \scriptstyle \mathbb {Z} } para n = 2 y a {\displaystyle \scriptstyle \mathbb {Z} _{2}} para n > 2.

## GL sobre cuerpos finitos
Si F es un cuerpo finito con q elementos, entonces escribimos a veces GL(n, q) en vez de GL(n, F). GL(n, q) es un grupo finito con
(qn - 1)(qn - q) (qn - q²)... (qn - qn -1)

elementos. Esto puede ser demostrado contando las columnas posibles de la matriz: la primera columna puede ser todo menos la columna cero; la segunda columna puede ser todo menos los múltiplos de la primera columna, etc.

## Grupo lineal especial
El grupo lineal especial, SL(n, F), es el grupo de todas las matrices con determinante igual a 1. Que dicho conjunto constituye un grupo se sigue de la regla de multiplicación de determinantes. SL(n, F) es un subgrupo normal de GL(n, F).
Si escribimos F× para el grupo multiplicativo de F (excluyendo el 0), entonces el determinante es un homomorfismo de grupos

{\displaystyle \det :GL(n,\mathbb {F} )\to \mathbb {F} ^{\times }}

El núcleo de la función es precisamente el grupo lineal especial. Por el primer teorema del isomorfismo vemos que GL(n, F)/SL(n, F) es isomorfo a F×. De hecho, GL(n, F) se puede escribir como producto semidirecto de SL(n, F) por el F×:

{\displaystyle GL(n,\mathbb {F} )=SL(n,\mathbb {F} )\rtimes \mathbb {F} ^{\times }}

Cuando F es R o C, SL(n) es un subgrupo de Lie de GL(n) de dimensión n²-1. El grupo de Lie de SL(n) consiste en todas las matrices n × n sobre F con determinante unidad. Su álgebra de Lie {\displaystyle {\mathfrak {sl}}(n)} es puede representarse por matrices de traza nula y el corchete de Lie de esta álgebra viene dado por el conmutador.
El grupo lineal especial SL(n, R) se puede caracterizar como el grupo de las transformaciones lineales de Rn que preservan el volumen y la orientación.
El grupo SL(n, C) es simplemente conexo mientras que no lo es SL(n ,R). SL(n, R) tiene el mismo grupo fundamental que GL+(n, R), es decir, Z para n = 2 y Z2 para n > 2.

## Otros subgrupos

### Subgrupos diagonales
El conjunto de todas las matrices diagonales forma un subgrupo de GL(n, F) isomorfo a (F×)n. En cuerpos como R y C, éstas corresponden al reescalado del espacio; las llamadas expansiones y contracciones.
Una matriz escalar es una matriz diagonal que es una constante por la matriz identidad. El conjunto de todas las matrices escalares distintas de cero, (a veces denotado Z(n, F), forma un subgrupo de GL(n, F) isomorfo al F×. Este grupo es el centro de GL(n, F). En particular, es un subgrupo normal, abeliano.
El centro de SL(n, F), denotado SZ(n, F), es simplemente el conjunto de todas las matrices escalares con determinante unidad. Obsérvese que SZ(n, C) es isomorfo a las raíces n-ésimas de la unidad.

### Grupos clásicos
Los así llamados grupos clásicos son subgrupos de GL(V) que preserven una cierta clase de producto interno en V. Estos incluyen el
- Grupo ortogonal, O(V), que preserva una forma bilineal simétrica en V,
- Grupo simpléctico, Sp(V), que preserva una forma bilineal anti-simétrica en V,
- Grupo unitario, U(V), que preserva una forma hermítica en V (cuando F = C).

Estos grupos proporcionan ejemplos importantes de los grupos de Lie.

## Asuntos relacionados
- Grupo lineal proyectivo
- Grupo afín
- Representación de grupo

- Datos: Q524607